# 暖かい日々
「暖かい日々」（あたたかいひび）は、1998年3月1日に発売された爆風スランプ32枚目のシングル。

## 概要
爆風スランプとして現在のところ最後のCDシングル（2024年現在）。
ジャケットはサンプラザ中野著の小説「終わる恋じゃねぇだろ」の表紙と同じ写真が使われている。

## 収録曲
全作詞：サンプラザ中野　全編曲：西脇辰弥、爆風スランプ
1. 暖かい日々
テレビ朝日系「驚きももの木20世紀」エンディング・テーマ
作曲：バーベQ和佐田
2. 勝負は時の運だから〜Vヴァージョン
作曲：パッパラー河合
3. 暖かい日々（バッキング・トラック）
4. 勝負は時の運だから〜Vヴァージョン（バッキング・トラック）

## 収録アルバム
- ハードボイルド (#1)
- SINGLES (#1)
- 決定版!爆風スランプ大全集2 〜The Very Best Of パッパラー河合〜 (#1)